# Жан Патрі
Жан Патрі (фр. Jean Patry; нар. 27 грудня 1996, Монпельє) — французький волейболіст, олімпійський чемпіон 2020 і 2024 років.

## Титули та досягнення
За збірну
- олімпійський чемпіон 2020 і 2024 років
- Переможець Ліги націй 2022 та 2024 років
- Срібний призер Ліги націй 2018 року
- Бронзовий призер Ліги націй 2021 року

Клубні
 Павер Воллей Мілано:
- Володар Кубку виклику (1): 2020/21

Особисті
- Найкращий нападник кваліфікації на Олімпійські ігри 2020
- Найцінніший гравець кваліфікації на Олімпійські ігри 2020
- Найцінніший гравець Кубку виклику ЄКВ 2021